# Proceso de Galton-Watson
El proceso de Galton-Watson, nombrado así en honor del naturalista británico Francis Galton y su compatriota el matemático Henry William Watson, es un proceso estocástico utilizado para modelizar el desarrollo de una población de individuos autorreplicantes. También se ha denominado a veces proceso de Bienaymé-Galton-Watson por el francés Irénée-Jules Bienaymé, que había trabajado en el mismo problema anteriormente. Tiene su origen en la investigación estocástica sobre la extinción de los apellidos.

## Historia

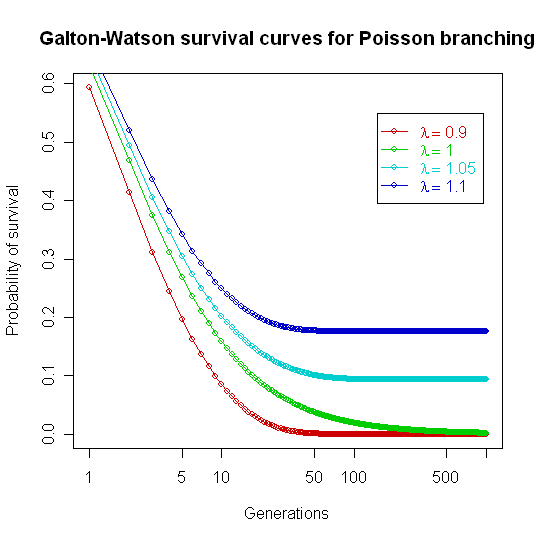
Probabilidades Galton–Watson de superviencia para diferentes tasas de crecimiento exponencial, asumiendo que el número de hijos de cada nodo parental sigue una distribución de Poisson. Para λ ≤ 1 la extinción dada ocurrirá con probabilidad 1. Pero la probabilidad de supervivencia es bastante elevada incluso si λ > 1 y la población en su conjunto está experimentando un crecimiento exponencial bastante fuerte.

En la sociedad victoriana producía preocupación la posibilidad de que los apellidos aristocráticos se estuviesen extinguiendo. En origen, Galton planteó la cuestión respecto a la probabilidad de un evento de ese tipo en la revista Educational Times en el año 1873, y el reverendo Henry William Watson respondió con una solución. En 1874 escribieron juntos un artículo titulado Sobre la probabilidad de extinción de las familias (Watson y Galton, 1875). Al parecer, Galton y Watson derivaron el proceso independientemente del trabajo previo de Bienaymé (Heyde y Seneta, 1977). Para una historia detallada, ver (Kendall, 1966) y (Kendall, 1975).
En un principio se aplicó únicamente al problema de la extinción de los apellidos. Sin embargo, pronto se empezó a emplear en el campo de la biología, para modelizar la extinción de los seres vivos. Hoy en día, el proceso de Galton-Watson se aplica en multitud de disciplinas, desde la teoría de colas hasta la propagación de virus informáticos y cartas de cadena.

## Modelo
Consideremos una población que evoluciona a lo largo de distintos periodos y donde cada periodo consiste en la duración de una generación. En el periodo t cada miembro i de la población da origen a una familia (sus descendientes), a continuación el individuo muere. El tamaño de cada familia está dado por una variable aleatoria {\displaystyle X_{i}}. Los descendientes formarán parte de la generación t+1 y el número total de estos descendientes determinará el tamaño de la población en dicho periodo. En todo momento las variables aleatorias {\displaystyle X_{i}} satisfacen:
1. Las variables {\displaystyle X_{i}}, i = 1, 2, ... son independientes y toman valores en {\displaystyle \lbrace 0,1,2,\dots \rbrace }.
2. Al tiempo t+1 las variables {\displaystyle X_{i}} son independientes de la cantidad de individuos al tiempo t.
3. Las variables aleatorias {\displaystyle X_{i}} tiene la misma distribución (están distribuidas idénticamente).

Si {\displaystyle Z_{n}} denota el tamaño de la población al tiempo n, se sigue de los supuestos del modelo que {\displaystyle \lbrace Z_{n},n\geq 0\rbrace } es una Cadena de Markov con matriz de transición dada por

{\displaystyle P_{i,j}=f^{*i}(j),\qquad i,j\geq 0}

donde {\displaystyle f^{*i}} denota la convolución de f consigo misma i veces.

## Probabilidad de extinción
Es natural preguntarse si en el modelo Galton-Watson dada una función de distribución {\displaystyle f} la población llegará a cero en algún momento, si crecerá indefinidamente o si eventualmente se estabilizará en un valor finito positivo.
Tenemos que la probabilidad de extinción (es decir, la probabilidad de que {\displaystyle Z_{n}=0} para algún {\displaystyle n} finito) está dada por:
{\displaystyle \lim _{n\to {\mathcal {1}}}P(Z_{n}=0)=\eta } ; 
donde {\displaystyle \eta } es la menor solución a la ecuación {\displaystyle G(t)=t} y {\displaystyle G} es la función generadora de {\displaystyle f}.